# The Bastard Sons of Dioniso
The Bastard Sons of Dioniso (noti anche con la sigla TBSOD) sono un gruppo musicale rock alternativo italiano, i cui componenti sono tutti originari della Valsugana, in Trentino. Giungono alla notorietà grazie alla partecipazione alla seconda edizione di X Factor in cui si classificano secondi.

## Storia del gruppo

### Primi anni (2003–2008)

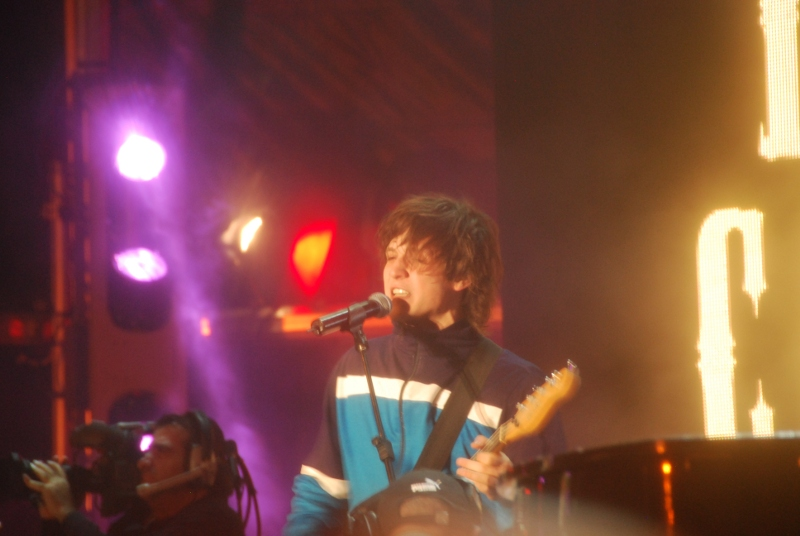
Jacopo Broseghini

Il trio trentino si forma il 15 agosto 2003, durante una festa di una sera d'estate in una baita di Baselga di Piné (i tre membri facevano parte di tre band diverse). Il nome è letteralmente traducibile dalla lingua inglese come "I figli bastardi di Dioniso" (corrispondente greco del dio latino Bacco). Dopo tre anni e la partecipazione ad alcuni concorsi musicali, nel 2006 i tre musicisti incidono il loro primo album Great Tits Heat!. Ad esso fa seguito, l'anno successivo, Even Lemmy Sometimes Sleeps, con arrangiamenti acustici, a cui segue un tour fra Trentino-Alto Adige e Veneto.

### Partecipazione adX FactoreL'amor carnale(2009)
Nel 2009 i The Bastard Sons of Dioniso hanno partecipato alla seconda edizione del talent show X Factor, classificandosi al secondo posto; il gruppo è stato seguito da Mara Maionchi e ha vinto il premio della critica del programma. Il gruppo inoltre ha partecipato insieme agli altri finalisti del talent show alla reinterpretazione del brano You've Got a Friend di Carole King per la raccolta benefica di fondi in favore delle popolazioni colpite dal terremoto in Abruzzo.
Successivamente il gruppo pubblica l'EP L'amor carnale, supportato dall'omonimo singolo; L'EP ha venduto più di 35.000 copie ed è stato certificato disco d'oro dalla FIMI.
Sempre nel 2009 vengono premiati ai Wind Music Awards 2009 come giovani talenti.

### In stasi perpetua(2009–2010)

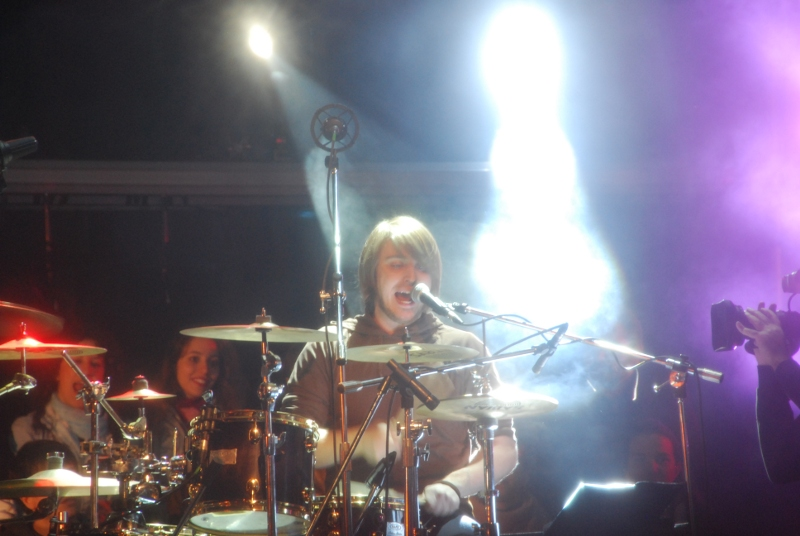
Federico Sassudelli

Il 9 ottobre 2009 esce il singolo dei Bastard Sons of Dioniso intitolato Mi par che per adesso, il quale anticipa In stasi perpetua, il nuovo album in studio del trio, che esce il 23 ottobre 2009. Nel novembre dello stesso anno il trio riceve il Premio Speciale Rivelazione Giovani del MEI. Il 5 marzo 2010 esce Senza colore, secondo singolo tratto da In stasi perpetua. Il 4 luglio 2010 i tre si esibiscono all'Heineken Jammin' Festival.

### Per non fermarsi mai(2011–2013)

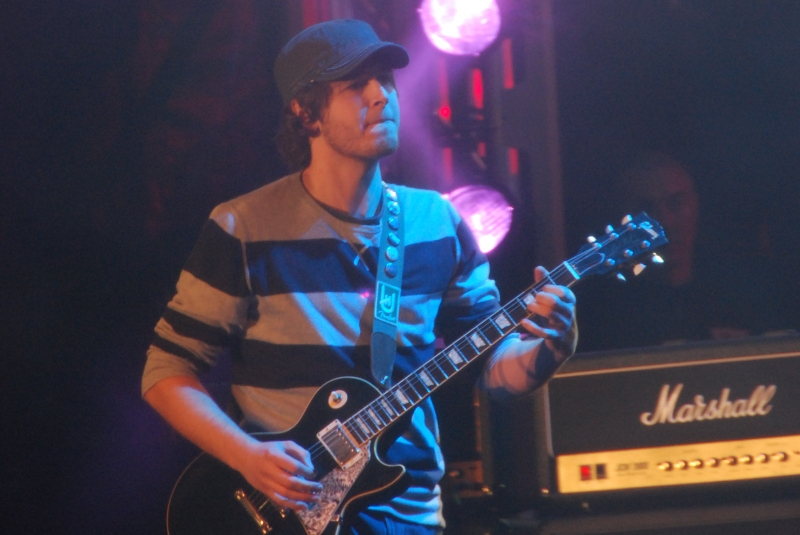
Michele Vicentini

Nella primavera 2011 i The Bastard Sons of Dioniso annunciano la rottura con l'etichetta Sony Music e con la Non ho l'età di Mara Maionchi, che ne curava il management. Dopo aver partecipato a numerose iniziative benefiche, il gruppo ha preso parte al supergruppo Rezophonic incidendo il singolo Ci vuole un fiore, pubblicato il 21 maggio 2011. Il singolo fa parte del progetto Rezophonic 2 - Nell'acqua, il cui ricavato è stato devoluto ad AMREF per la costruzione di pozzi d'acqua nel Kajiado.
Pochi mesi dopo viene annunciato il quarto album Per non fermarsi mai, la cui data di pubblicazione, inizialmente fissata per il mese di settembre 2011, è stata spostata al 15 novembre. Anticipato dal singolo Rumore nero, pubblicato il 26 settembre, l'album è stato prodotto dal gruppo stesso insieme a Piero Fiabane di Live Nation e a LP & Friends ed è stato distribuito dalla Universo Media Group, che si appoggia alla Universal Music Group per la distribuzione nei negozi e a Parrini SPA per quella nelle edicole. L'album contiene undici brani originali, tutti in italiano, e una cover di Tomorrow Never Knows dei The Beatles. Viene premiato da presidente dell'Associazione fonografici italiani (AFI) Leopoldo Lombardi come miglior disco indie-rock del 2011.
Nel tour estivo 2011, il gruppo ha supportato le due date del tour di Ben Harper e Robert Plant (a Roma e Milano), assieme all'amico musicista reggae Anansi, con il quale avevano già collaborato nel loro brano The Zwang Song e nel brano Carpe Diem, contenuto nell'ultimo album del musicista trentino, Tornasole. Il 23 marzo 2012 esce il secondo singolo Veleno, mentre il 27 novembre dello stesso anno viene pubblicato il videoclip per il brano Lucidare i tagli.
Il 26 aprile 2013 i The Bastard Sons of Dioniso pubblicano il singolo Ti sei fatto un'idea di me, nato da una collaborazione del gruppo con il cantautore Bugo; il singolo ha inoltre ricevuto un videoclip, uscito il giorno successivo. Il 24 maggio aprono il concerto dei Green Day alla Fiera Rho di Milano.
Nel 2013 partecipano facendo un cameo, interpretando loro stessi, ad un episodio di Benvenuti a tavola 2 nord vs sud.

### The Bastard Sons of Dioniso(2014)
Anticipato dal video di Trincea, nell'aprile 2014 il trio pubblica il quinto album in studio, dal titolo omonimo. L'album ha debuttato al 59º posto della classifica italiana degli album.

### Sulla cresta dell'ombraeCambogia(2016-presente)
Il 22 gennaio 2016 esce il sesto album Sulla cresta dell'ombra, raccolta di dodici tracce suonate in acustico di cui nove già pubblicate in precedenza e riarrangiate in versione acustica con la partecipazione dei GnuQuartet, a cui si aggiungono i due inediti Sulla cresta dell'ombra (pubblicati l'11 dicembre 2015) e Vorrei un déjà-vu e una cover di Suite: Judy Blue Eyes di Crosby, Stills & Nash.
Dopo quasi due anni, il 1º dicembre 2017 esce Cambogia, il settimo per il trio pubblicati dalla Fiabamusic, anticipata dai singoli Non farsi domande e Cambogia.

## Formazione
- Jacopo Broseghini – voce, basso
- Federico Sassudelli – voce, batteria
- Michele Vicentini – voce, chitarra

## Discografia

### Album in studio
- 2006 – Great Tits Heat!
- 2007 – Even Lemmy Sometimes Sleeps
- 2009 – In stasi perpetua
- 2011 – Per non fermarsi mai
- 2014 – The Bastard Sons of Dioniso
- 2016 – Sulla cresta dell'ombra
- 2017 – Cambogia
- 2022 – Dove sono finiti tutti?

### Extended play
- 2009 – L'amor carnale

### Singoli
- 2009 – L'amor carnale
- 2009 – Mi par che per adesso
- 2010 – Senza colore
- 2011 – Ci vuole un fiore (con i Rezophonic)
- 2011 – Rumore nero
- 2012 – Veleno
- 2013 – Ti sei fatto un'idea di me
- 2014 – Trincea
- 2015 – Sulla cresta dell'ombra
- 2017 – Cambogia
- 2021 – Ribelli altrove
- 2021 – Tali e squali
- 2022 – Restiamo umani

### Apparizioni in raccolte
- 2009 – Ragazzo di strada – presente in X Factor Anteprima Compilation 2009
- 2009 – Contessa – presente in X Factor Finale Compilation 2009

### Altre collaborazioni
- 2011 – Carpe diem (con Anansi) – presente in Tornasole

## Videografia

### Video musicali
- L'amor carnale (2009) diretto da Gaetano Morbioli ed Enrico Tomei
- Mi par che per adesso (2009) diretto da Gianluca Catania
- Senza colore (2010) diretto da Gianluca Catania
- Ci vuole un fiore (2011) diretto da Saverio Luzzo, col gruppo Rezophonic
- Rumore nero (2011) diretto da Gianluca Catania
- Veleno (2012) diretto da Gianluca La Rosa
- Lucidare i tagli (2012) diretto da Stefano Bellumat
- Ti sei fatto un'idea di me (2013) diretto da Gianluca La Rosa
- Trincea (2014) diretto da Matteo Scotton
- Samurai (2015) diretto da Stefano Bellumat
- Sulla cresta dell'ombra (2015) diretto da Stefano Bellumat
- Non farsi domande (2017) diretto da Stefano Bellumat
- Cambogia (2017) diretto e animato da Roberto Biadi
- Tali e squali (2021) diretto Michele Moser
- Ribelli altrove (2021) diretto da Simone Sadocco